# 培根堡

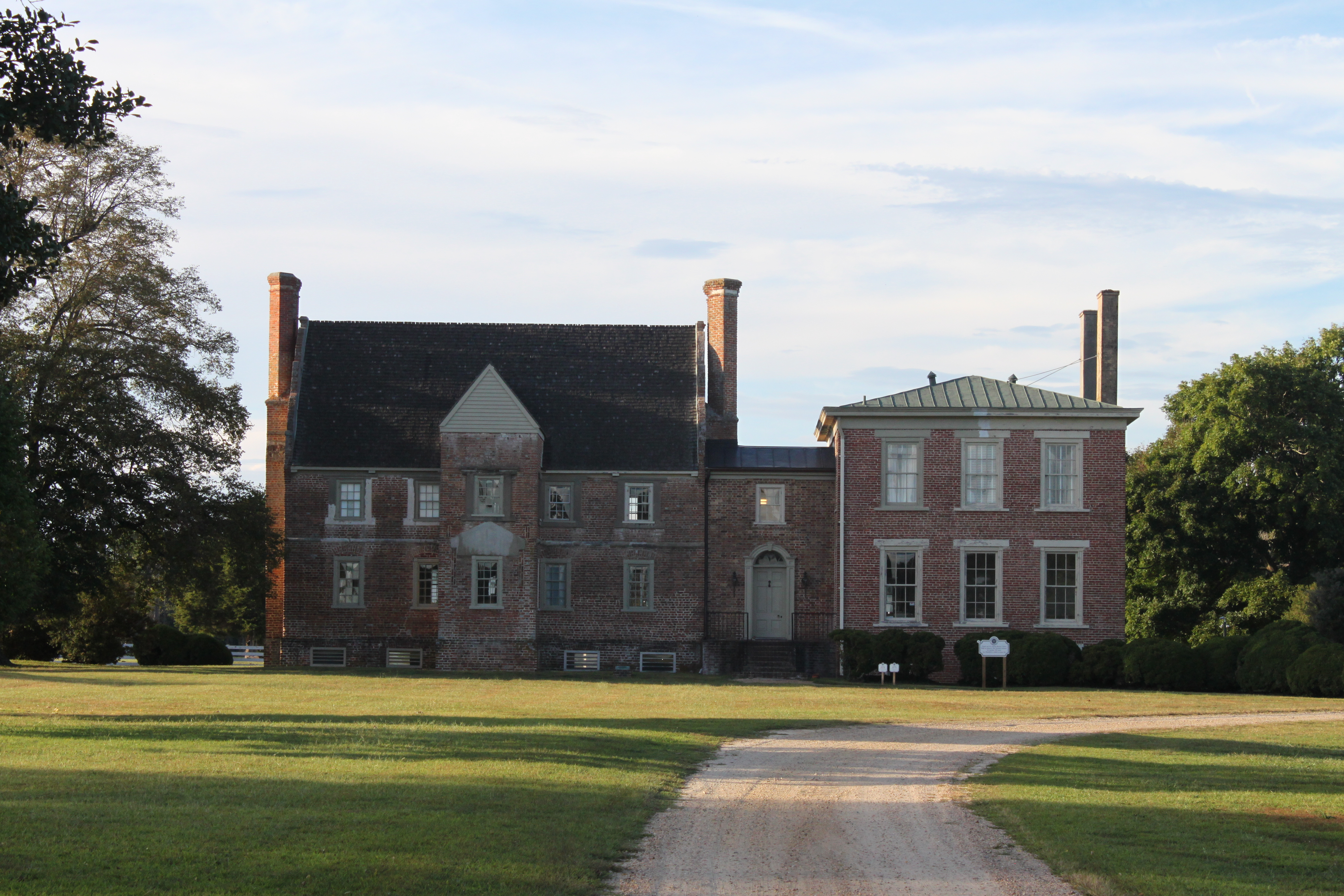
2014年的培根堡

培根堡（英文：Bacon's Castle），又称艾伦砖屋（Allen's Brick House）或亚瑟·艾伦宅邸（Arthur Allen House），是一座位于美国弗吉尼亚州萨里郡的历史建筑。培根堡建于1665年，是迄今弗吉尼亚州内最古老的砖石建筑，属于美洲少见的詹姆斯时期风格。
培根堡得名于1676年的培根起义。当时，起义者纳撒尼尔·培根占领了该屋并将其作为据点。然而，历史事实是培根本人并未入住过培根堡，他甚至不曾到访过该处。
今日的培根堡是弗吉尼亚历史保护建筑，并作为历史博物馆向公众开放。

## 历史

### 前身
1652年，弗吉尼亚皇家殖民地设立萨里郡。1665年，亚瑟·艾伦在詹姆斯河边修建了这栋詹姆斯一世风格的砖屋，和妻子爱丽丝共居于此。亚瑟是一位富商，并担任萨里郡的太平绅士。1669年，亚瑟去世，其子亚瑟·艾伦二世少校继承家业。艾伦少校是当时弗吉尼亚议会的成员之一。
1676年9月中旬，起义边民纳撒尼尔·培根的一众追随者占领了艾伦宅邸并将其改为一处军事要塞。其间，威廉·罗金斯（William Rookings）、亚瑟·朗恩（Arthur Long）、约瑟夫·罗格斯（Joseph Rogers）和约翰·克莱门特（John Clements）先后掌管要塞的指挥权。坚守三个月后，士气出现了下降。10月，随着培根的去世，约瑟夫·英格拉姆（Joseph Ingram）接管军营。然而，英格拉姆并不适合指挥，他下令将部队遣散至小型要塞，而当士气低落的士兵开始无差别抢掠时，弗吉尼亚殖民地的情况进一步恶化。
弗吉尼亚总督威廉·伯克利（Sir William Berkeley）开始组织部队重夺据点，并试图劝降叛军。12月29日，一支英国军队搭乘太子号（Young Prince），占据了一处未命名的要塞。许多历史学家认为该处要塞就是培根堡。1677年1月初，在经历了一次短暂的包围后，保皇党利用培根堡作为最后一场平叛战役的基地。这场战役在2月前宣告终结。
由于培根叛军在1676年的占领，艾伦家族的宅邸日后被称作培根堡。然而，与事实上正相反的是，培根本人从未居住在屋内，也不曾到访过此处。但培根在詹姆斯河上游30英里处的昂立克郡拥有一座种植园。历史学界普遍认为“培根堡”一名是在培根起义多年后才出现的名词。因为直至1769年，位于威廉斯堡的《弗吉尼亚公报》才在一些关于培根起义的文章中使用了“培根堡”。
美国内战爆发后，自1863年5月至1864年10月间，二等兵悉尼·兰尼尔（Sidney Lanier）和邦联军陆军通信兵驻扎在培根堡附近的伯内尔湾（Burnell’s Bay）。兰尼尔在其所作诗中赞颂了伯内尔湾的美丽，并在日后成为南方最伟大的诗人之一。兰尼尔与其兄克利福德均是彼时培根堡主人汉金斯家族的挚友，故两人常常在闲时造访培根堡。兰尼尔在1867年5月向弗吉尼亚·汉金斯（Virginia Hankins，又称金纳‘Ginnia’）求婚，但弗吉尼亚由于需要照顾丧母的年轻弟妹，婉拒了这个请求。两人日后成为了终生的好友。
金纳的弟弟詹姆斯在战争爆发时是弗吉尼亚大学的一名法学生。詹姆斯在大学内参加了一个名为杰斐逊协会的文学会。1861年6月22日，他被委任为弗吉尼亚民兵第四旅炮兵团的中尉。之后，他晋身为萨里轻炮兵团的上尉，并一直服役至战争结束。因为在酒馆威廉·安德伍德（William Underwood）产生龃龉，汉金斯在1866年10月18日与威廉在怀特岛郡法院前决斗，但不幸负伤去世。由于决斗双方均是当地名流，这场悲剧在周边引发了巨大反响。汉金斯和安德伍德家族也因此结仇。在亚历山大·汉密尔顿（Alexander Hamilton）和亚伦·布尔（Aaron Burr）决斗后，弗吉尼亚在1810年就立法禁止决斗。然而，所谓决斗其实不过是一场枪战。1867年5月16日，安德伍德在法庭上否认指控。同月30日，陪审团裁定安德伍德罪名不成立。
在金纳的请求下，悉尼·兰尼尔为其胞弟写下了纪念悼词。
培根堡和詹姆斯河沿岸许多种植园一样，在黑奴解放后遇到了人手短缺的问题，因而举债累累。金纳的父亲约翰在1870年去世前将房产抵押，以解决财政困难。金纳无法筹集足够资金赎回房产，所以在1872年将1200英亩的地产连同房屋一道出售给放贷人。金纳将售卖家产获得的资金偿还债款，及资助她弟妹的教育。汉金斯家族移居至里士满，金纳成为了一名教师，精熟拉丁语、法语和德语，同时也是一名诗人和小说家。1888年12月24日，金纳去世，葬在好莱坞墓园。金纳终生未婚。
1880年，威廉·艾伦·沃伦（William Allen Warren）买下培根堡。1909年，沃伦将培根堡售予其子查尔斯。查尔斯在1931年去世，其子沃克继承房产。沃克和妻子将培根堡作为第二个家，直至1973年两人在车祸中去世。沃伦夫妇并无子嗣，弗吉尼亚文物保护协会（Association for the Preservation of Virginia Antiquities）便购入培根堡主楼、副楼和临近的40英亩土地。剩余的1130英亩土地被弗吉尼亚州参议员加兰·格雷（Garland Gray）买下，日后为其子埃尔蒙所继承。这片土地至今仍作为农地使用。

### 保育
1970年代，培根堡被弗吉尼亚保育协会（Preservation Virginia）购入并修复。此后，培根堡于开放期间仍在持续维修。目前，培根堡景区主要由已经改造成博物馆的原始建筑及周边40英亩土地上的附属建筑物构成，其中包括谷仓、奴隶和佃农的棚屋、熏制房和一个罕见的17世纪英式花园。一年四季，游客都可以自行参观花园、外屋和农地。主建筑在每年3月至11月间对外开放，礼品店则在每周五至周六早晨10点到下午4点及周日中午12点至下午4点开放。团体参观可提前预约。

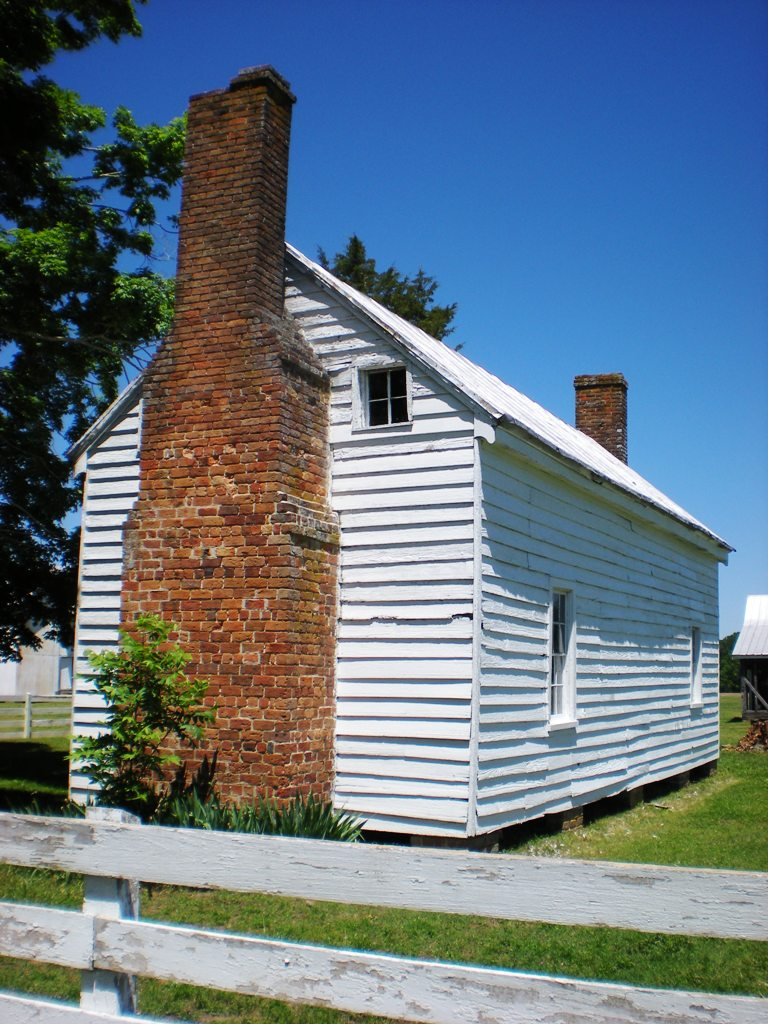
培根堡的熏制房

2015年，弗吉尼亚户外基金会（Virginia Outdoors Foundation）收到一笔来自弗吉尼亚土地保护基金会（Virginia Land Conservation Foundation）、数额高达257996美元的捐款，用以购入培根堡周围原属私人拥有的1260英亩的土地。此次购地意味着这片土地将不再用于商业或居住用途。

## 建筑特色
培根堡作为北美詹姆斯时代建筑的少见案例，是美国仅存的17世纪的新式建筑，也是西半球仅有的三栋詹姆斯时代建造的建筑（剩下两栋位于巴巴多斯）。培根堡以鲜明的建筑特征著称，包括三叠式烟囱、佛兰德式山墙和公共房间随处可见的点缀横梁的罗盘装饰。培根堡被列为美国历史保护建筑，在1960年被定为国家历史地标。
19世纪中晚期，培根堡经历了几次大规模的翻修。原有的一层侧翼被改造成希腊复兴风格，并加高了层高。建筑入口也从主楼的中央位置移到主楼和裙楼中间的接合处，并在原位置的三角墙处留下了痕迹。翻修过程中，建筑原有的菱形窗格被矩形窗格所取代。所有这些痕迹在20世纪的复原中都被保留了下来。